# 中野邦一

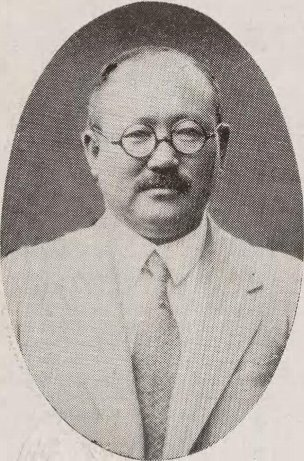
中野邦一

中野邦一（日语：〔〕／ Nakano Hōichi，1884年10月25日—1965年4月13日）是日本内务省官僚、政治家、律师。官选县知事、众议院议员。

## 经历
中野邦一出生于佐贺县佐贺郡西与贺村（现佐贺市），原佐贺藩武士木村清之长子。因为母亲是中野方藏的侄女，所以做了中野家的养嗣子。先后就读于佐賀中学校和山口高等学校， 1909年毕业于东京帝国大学法学院法律系（英国法）。 1910年11月通过高等文官行政科考试，进入内务省，成为警视厅警部。
此后历任警视厅警视、芝西久保警察署署长、本乡驹込署署长、浅草南元町警察署署长，以及高知县、爱知县理事官、香川县警察部长、岡山縣警察部长、宮城縣警察部長、京都府警察部长、爱媛县内务部长、秋田县书记官·内务部长等职务。
1926年9月任秋田县知事，1927年5月17日休职 。之后再历任石川县、冈山县、新潟县知事。 犬养内阁成立后，于1931年12月18日辞去新潟县知事职务。 
1936年2月第19屆眾議院議員總選舉中代表立憲民政黨参选，在佐贺县第一区当选。次年4月的第20届总选举中再度当选，连任众议院议员。1942年第21届众议院议员总选举中，虽得到大政翼贊會的推荐仍落选。二战后遭到公职追放 。
此外，中野邦一还担任过东京市副市長、立宪民政党总务等职务，后来转行律师。
1965年4月13日去世，享年80岁。

## 著作
- 《皇道真谛》（皇道の真意義），固本盛国社，1940年。

## 亲属
- 妻子：中野千代子（有田義資之女）

## 脚注
1. ↑  『官報』第113号、昭和2年5月18日。
2. ↑  『官報』第1493号、昭和6年12月19日。
3. ↑  公職追放の該当事項は「推薦議員」。（総理庁官房監査課 (编), , 日比谷政経会: 417, 1949, NDLJP: 1276156）